# Estrella de Van Maanen
La estrella de Van Maanen (VMa 2 / GJ 35 / WD 0046+051) es una enana blanca en la constelación de Piscis, situada al oeste de δ Piscium y al este de ω Piscium. De magnitud aparente +12,4, es demasiado tenue para ser visible a simple vista, pero puede ser observada con un telescopio de 150-200 mm de apertura o con telescopios más pequeños equipados con una cámara CCD. Fue descubierta en el año 1917 por el astrónomo Adriaan van Maanen quien, comparando fotografías tomadas entre los años 1914 y 1917, notó su elevado movimiento propio anual (2,98").

## Características físicas
La estrella de Van Maanen es un remanente estelar de tipo espectral DZ7 o DF-G/VII. Como enana blanca de tipo DZ, es relativamente fría y muestra líneas metálicas pero no líneas de hidrógeno ni de helio en su espectro. A 14 años luz del sistema solar, es la enana blanca solitaria —sin otra estrella acompañante— más cercana. Su temperatura relativamente baja —6770 K— sugiere que se trata de un objeto muy antiguo, con una edad estimada en torno a 10 000 millones de años; sin embargo, estudios recientes consideran una edad notablemente inferior, entre 3700 y 5000 millones de años.
La posible progenitora de la actual enana blanca tenía un estimado de 2,6 masas solares y permaneció en la secuencia principal durante aproximadamente 900 millones de años, tomando en cuenta esto era probablemente una estrella blanca de la secuencia principal. Esto le da a la estrella una edad combinada de alrededor de 4,100 millones de años. Cuando la estrella abandonó la secuencia principal, se expandió a una gigante roja, que en algún punto de la rama asintótica gigante alcanzó un radio máximo de 650 veces el radio actual del Sol, o aproximadamente 3 unidades astronómicas, y en esa misma fase la estrella perdió parte considerable de su masa. Cualquier planeta que estuviera en órbita dentro de este radio habría interactuado directamente con el sobre extendido de la estrella. Cuando la gigante roja agotó su combustible nuclear, expulsó sus capas exteriores en una nebulosa planetaria que duró unos miles de años, y quedando como remanente la actual enana blanca.
La estrella de Van Maanen tiene actualmente una masa de aproximadamente 0,83 masas solares, si bien su diámetro apenas supone el 1,3 % del diámetro solar. Las enanas blancas son objetos increíblemente densos, con una densidad 50 000 veces superior a la del platino: el diámetro calculado para la estrella de Van Maanen es ligeramente inferior al de la Tierra, con lo que su densidad es unas 10 veces mayor que la de Sirio B, la enana blanca más próxima. Una caja de fósforos llena de este material pesaría más de 10 000 kilogramos. Su luminosidad es inferior a 2 diezmilésimas de la luminosidad solar.
Las estrellas más próximas a la estrella de Van Maanen son dos enanas rojas: GJ 1002, a 4,3 años luz, y TZ Arietis, a 4,6 años luz.